# تومي لي إدواردز
تومي لي إدواردز (بالإنجليزية: Tommy Lee Edwards)‏ هو رسام توضيحي أمريكي، ولد في القرن العشرين.

## وصلات خارجية
- الموقع الرسمي
- تومي لي إدواردز على موقع IMDb (الإنجليزية)
- تومي لي إدواردز على موقع ميوزك برينز (الإنجليزية)